# ヴィンチェンツォ・カルドゥッチ
ヴィンチェンツォ・カルドゥッチ（Vincenzo Carducci、1576年/1578年 - 1638年）はイタリア生まれの画家である。兄のバルトロメーオ・カルドゥッチ(Bartolomeo Carducci: 1560–1608) とともに、スペインで働いた。スペインでの名はヴィセンテ・カルドゥチョ(Vicente Carducho)と呼ばれた。

## 略歴
1576年から1578年の間にフィレンツェで生まれた。兄のバルトロメーオ・カルドゥッチはフェデリコ・ツッカリの助手を務めていて、1585年にマドリードのエル・エスコリアル修道院の装飾画の仕事をするためにスペイン王室から招かれ、ツッカリとマドリードに移った。この時、ヴィンチェンツォ・カルドゥッチは10歳になる前であったが兄とともにスペインに移った。兄は1598年にスペイン王フェリペ3世の宮廷画家になった。ヴィンチェンツォ・カルドゥッチは兄の助手として修業し、1601年にバリャドリッドの宮殿の仕事をし、1606年にはマドリードに戻り、エル・パルド宮殿の装飾画を描き、1608年に兄が亡くなると、1609年にフェリペ3世の宮廷画家の地位を引き継いだ。1621年にフェリペ4世が王位に就いた後も、宮廷画家としてとどまり、ディエゴ・ベラスケス(1599-1660)やアンジェロ・ナルディ(Angelo Nardi:1584 – 1664)、エウヘニオ・カシェス(Eugenio Caxés: c.1574–1634)といった画家たちと競い合った。

## 作品

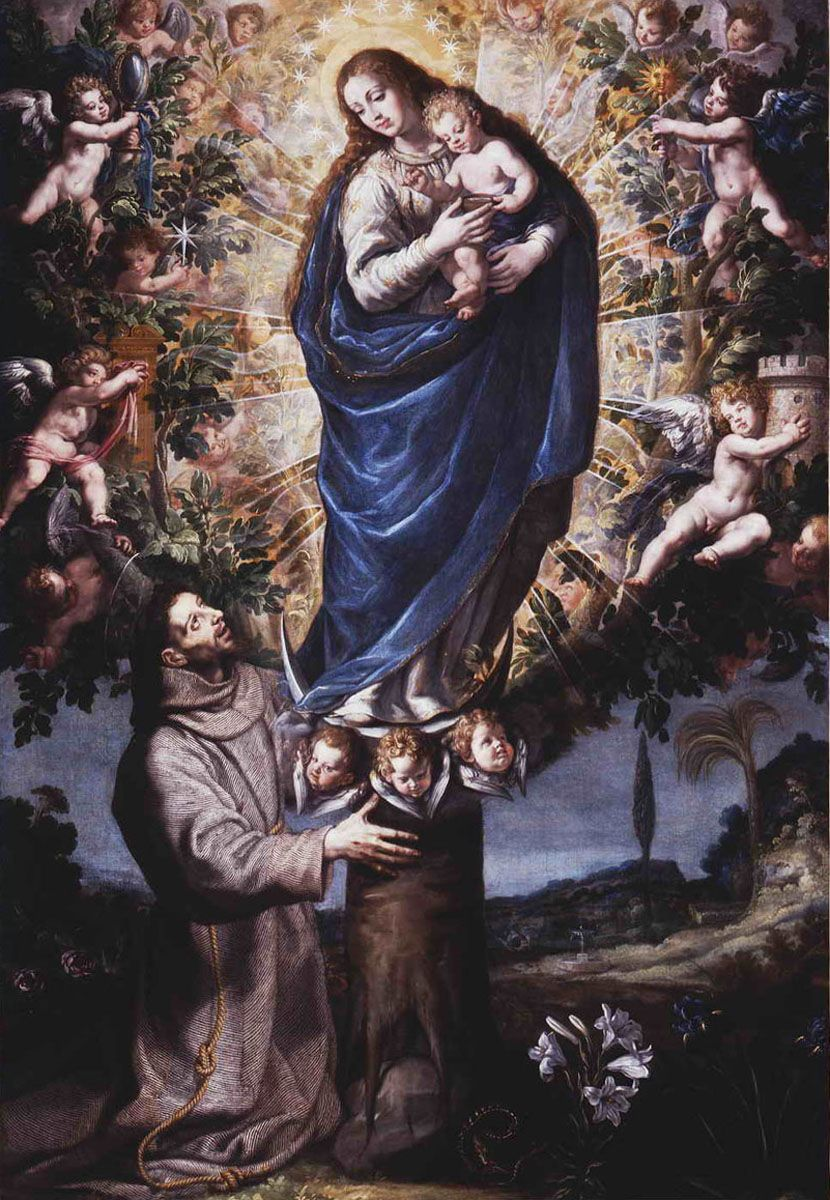
アッシジのフランチェスコの幻視
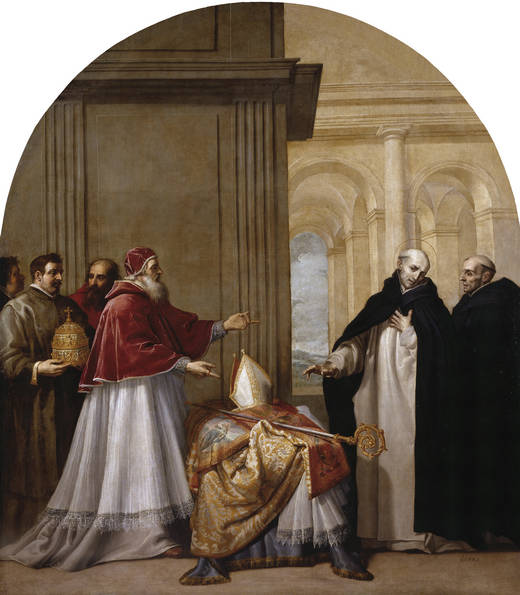
レッジョ・ディ・カラブリア大司教の座を拒む聖ブルーノ
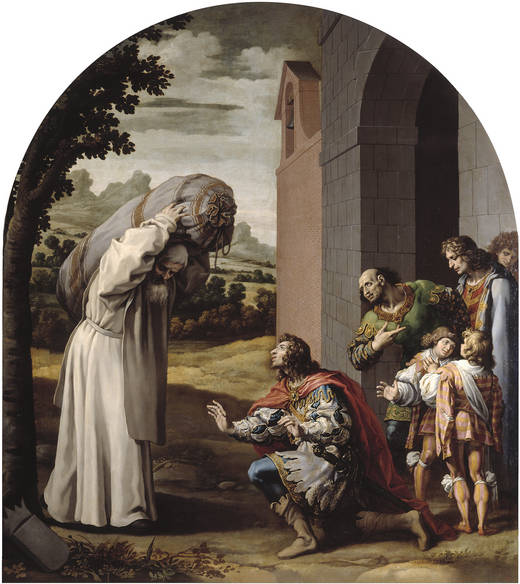
La Soumission de Guillaume II